# Lilli Unbescheid
Lilli Unbescheid (ur. 30 stycznia 1921) – niemiecka lekkoatletka, która specjalizowała się w pchnięciu kulą. Dwukrotna mistrzyni (w latach 1943 i 1946) i jednokrotna wicemistrzyni (1942) Niemiec w pchnięciu kulą. Jej rekord życiowy wynoszący 13,41 m, ustanowiony 12 lipca 1942 w Karlsruhe, został najlepszym wynikiem na listach światowych w 1942 roku.